# Bob Dylan's Greatest Hits, Vol. 2
Bob Dylan's Greatest Hits, Vol. 2 är Bob Dylans andra samlingsalbum, utgivet i november 1971.
Utöver låtar från Dylans tidigare album innehåller det även fem tidigare outgivna låtar, "Watching the River Flow", "When I Paint My Masterpiece", "Tomorrow Is a Long Time", "I Shall Be Released", "You Ain't Goin' Nowhere" och "Down in the Flood".
Albumet blev #14 på albumlistan i USA och #12 i Storbritannien. Det har såld 6 gånger platina i USA, vilket gör det till ett av Dylans mest sålda.

## Låtlista
Låtarna skrivna av Bob Dylan.

### CD 1
1. "Watching the River Flow" - 3:32
2. "Don't Think Twice, It's All Right" - 3:36
3. "Lay Lady Lay" - 3:14
4. "Stuck Inside of Mobile with the Memphis Blues Again" - 7:06
5. "I'll Be Your Baby Tonight" - 2:37
6. "All I Really Want to Do" - 4:02
7. "My Back Pages" - 4:21
8. "Maggie's Farm" - 3:49
9. "Tonight I'll Be Staying Here with You" - 3:21

### CD 2
1. "She Belongs to Me" - 2:46
2. "All Along the Watchtower" - 2:30
3. "Quinn the Eskimo (The Mighty Quinn)" - 2:43
4. "Just Like Tom Thumb's Blues" - 5:25
5. "A Hard Rain's A-Gonna Fall" - 6:47
6. "If Not for You" - 2:38
7. "It's All Over Now, Baby Blue" - 4:13
8. "Tomorrow Is a Long Time" - 3:01
9. "When I Paint My Masterpiece" - 3:22
10. "I Shall Be Released" - 3:01
11. "You Ain't Goin' Nowhere" - 2:41
12. "Down in the Flood" - 2:46